# Élections législatives de 1981 en Guyane
Les élections législatives françaises de 1981 en Guyane se déroulent les 14 et 21 juin.

## Élus
| Circonscription        | Député sortant  | Parti | Parti | Député élu ou réélu | Parti | Parti |
| ---------------------- | --------------- | ----- | ----- | ------------------- | ----- | ----- |
| Circonscription unique | Hector Riviérez |       | RPR   | Élie Castor         |       | PSG   |

## Positionnement des partis
La majorité sortante UDF-RPR-CNIP se présente sous le sigle « Union pour la nouvelle majorité » et investit dans la circonscription unique le député sortant Hector Riviérez. Quant à Élie Castor, candidat du Parti socialiste guyanais, il est soutenu par le PS.

## Résultats

### Résultats à l'échelle du département
| Parti          | Parti                            | Premier tour | Premier tour | Second tour | Second tour | Siège |
| Parti          | Parti                            | Voix         | %            | Voix        | %           | Siège |
| -------------- | -------------------------------- | ------------ | ------------ | ----------- | ----------- | ----- |
|                | Parti socialiste guyanais        | 5 661        | 51,19        | 7 210       | 53,56       | 1     |
|                | Majorité présidentielle          | 5 661        | 51,19        | 7 210       | 53,56       | 1     |
|                |                                  |              |              |             |             |       |
|                | Rassemblement pour la République | 5 398        | 48,81        | 6 252       | 46,44       | 0     |
|                | Union pour la nouvelle majorité  | 5 398        | 48,81        | 6 252       | 46,44       | 0     |
|                |                                  |              |              |             |             |       |
| Inscrits       | Inscrits                         | 23 052       | 100,00       | 23 066      | 100,00      | 1     |
| Abstentions    | Abstentions                      | 11 717       | 50,83        | 9 380       | 40,67       |       |
| Votants        | Votants                          | 11 335       | 49,17        | 13 686      | 59,33       |       |
| Blancs et nuls | Blancs et nuls                   | 276          | 2,43         | 224         | 1,64        |       |
| Exprimés       | Exprimés                         | 11 059       | 97,57        | 13 462      | 98,36       |       |

### Résultats par circonscription
| Candidat       | Candidat                | Parti          | Premier tour | Premier tour | Second tour | Second tour |  |
| Candidat       | Candidat                | Parti          | Voix         | %            | Voix        | %           |  |
| -------------- | ----------------------- | -------------- | ------------ | ------------ | ----------- | ----------- |  |
|                | Élie Castor élu         | PSG            | 5 661        | 51,19        | 7 210       | 53,56       |  |
|                | Hector Riviérez sortant | RPR (UNM)      | 5 398        | 48,81        | 6 252       | 46,44       |  |
|                |                         |                |              |              |             |             |  |
| Inscrits       | Inscrits                | Inscrits       | 23 052       | 100,00       | 23 066      | 100,00      |  |
| Abstentions    | Abstentions             | Abstentions    | 11 717       | 50,83        | 9 380       | 40,67       |  |
| Votants        | Votants                 | Votants        | 11 335       | 49,17        | 13 686      | 59,33       |  |
| Blancs et nuls | Blancs et nuls          | Blancs et nuls | 276          | 2,43         | 224         | 1,64        |  |
| Exprimés       | Exprimés                | Exprimés       | 11 059       | 97,57        | 13 462      | 98,36       |  |